# Katie McCabe
Katie McCabe (Kilnamanagh, República de Irlanda; 21 de septiembre de 1995) es una futbolista irlandesa. Juega como extremo, delantera o defensa. Su equipo actual es el Arsenal y es la capitana de la Selección de la República de Irlanda.

## Clubes

### Raheny United (2011-2015)
McCabe estaba jugando para el Raheny United cuando se formó la WNL. Durante su período en el equipo, ganó dos ligas, 2012-13 y 2013-14, y tres veces la FAI Women's Cup, 2012, 2013 y 2014.  Jugó también en la Liga de Campeones en las temporadas 2013-14 y 2014-15. 

### Shelbourne Ladies (2015)
En la temporada 2015/2016 se unió al Shelbourne Ladies, tras haberse fusionado con su equipo anterior.

### Arsenal (2015-)

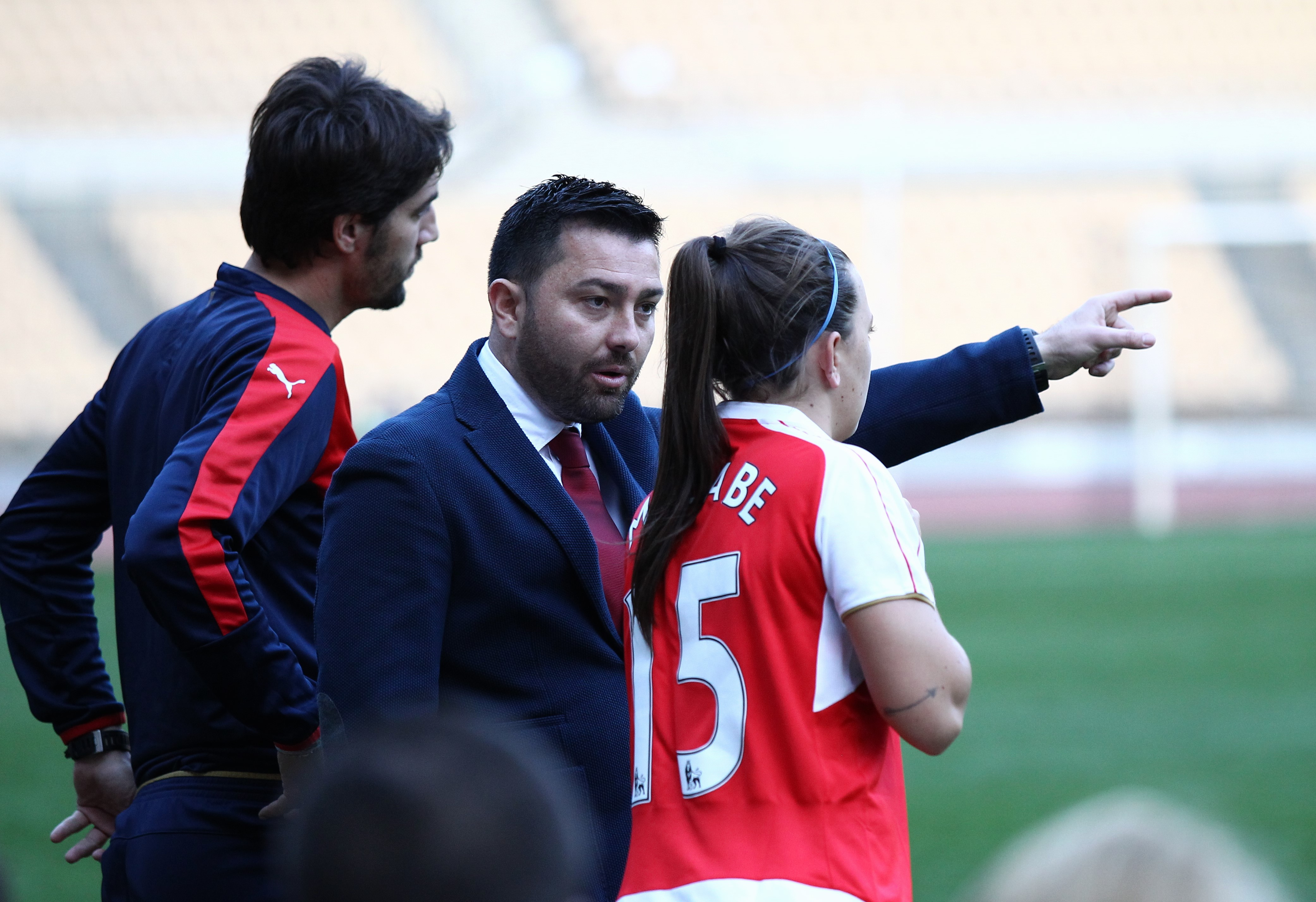
McCabe debutando para el Arsenal en febrero de 2016

En diciembre de 2015, McCabe firmó un contrato con el Arsenal, rechazando ofertas de equipos como el Glasgow City, el Chelsea o el Manchester City. En 2017 fue cedida al Glasgow City. 
En la temporada 2018-19 ganó con el club inglés la FA WSL. Fue una de las dos jugadoras en participar en todos los 20 partidos de liga, marcando 5 goles y asistiendo 8.
Fue la máxima asistidora de la temporada 2020-21 con 13 asistencias. Además, convirtió 5 goles y fue nombrada en el Equipo de la Temporada gracias a su brillante actuación.

## Selección nacional

### Categorías inferiores
McCabe representó a Irlanda en la selección sub-17 (2010-2012) con 9 apariciones y 2 goles y la sub-19 (2012-2014) en 15 partidos y marcó 8 goles. En esta última, llegó hasta la semifinal del Campeonato Europeo Sub-19 2014.

### Selección absoluta
En marzo de 2015, debutó para la Selección absoluta en un partido contra Hungría de la Copa Istria 2015. En la Copa de Chipre 2016, marcó su primer gol.
Formó parte del equipo en la ronda de clasificación del Campeonato Europeo de 2017. En agosto del mismo año, con 21 años de edad, fue nombrada capitana de la selección.

## Vida privada
McCabe tiene 10 hermanos y es la hermana menor del futbolista Gary McCabe.
En junio de 2019, reveló que mantenía una relación desde hacía tres años con su compañera de la selección de Irlanda Ruesha Littlejohn.

## Palmarés

### Raheny United
- FAI Women's National League: 2012-13, 2013-14
- FAI Women's Cup: 2012, 2013, 2014
- WNL Cup: 2015

### Arsenal
- Women's FA Cup: 2015-16
- FA WSL: 2018-19